# Teatro ABC
O Teatro ABC foi um teatro localizado no Parque Mayer em Lisboa, Portugal.

## História
Em 13 de Janeiro de 1956 pelas mãos do empresário José Miguel nasce o Teatro A B C no espaço onde tinham funcionado o “Alhambra” e o “Pavilhão Português”. Inaugurou-se com a revista Haja Saúde. de revista em revista lá o Teatro A B C vai ganhando público em 1960 estreia-se como autor o grande César de Oliveira. É porém em 1963 que nasce uma parceria que faz a renovação da revista à Portuguesa Gente Nova em Biquíni e Chapéu Alto nas quais César de Oliveira trabalhou com Rogério Bracinha e Francisco Nicholson foi aqui que começou a brilhante carreira de Ivone Silva.
Sendo construído em 1956, foi o quarto e último teatro a ser edificado no Parque Mayer.
Com o falecimento de José Miguel, o seu seu genro Humberto Cunha assumiu a a direção do teatro que passaria a ser explorado pelo então desconhecido Sérgio de Azevedo de 1971 até 1980.
Os ventos de mudança fizeram com que Carlos Santos e Manuel Nunes tomassem conta deste espaço em 1980 e remodelassem o teatro A B C todo. Começaram com a revista Reviravolta e, de revista em revista, grandes nomes da cena portuguesa passaram por este palco: Maria Adelina, Salvador, Marina Mota, Carlos Cunha, Natalina José, Florbela Queiroz, Nicolau Breyner, Maria Tavares, Vera Mónica, José Raposo, Maria João Abreu, Artur Garcia, Simone de Oliveira, Rita Ribeiro, Henrique Viana, etc..
Também autores de nomeada passaram pelo Teatro A B C, César de Oliveira, Rogério Bracinha, Francisco Nicholson, Eduardo Damas, Henrique Santana, Mário Rainho, os notáveis compositores Ferrer Trindade, João Vasconcelos, Carlos Paião, Jorge Machado, Casal Ribeiro, Nuno Nazareth Fernandes.
Um pavoroso incêndio acontece a 13 de Agosto de 1990 que deixou o teatro em escombros.
Carlos Santos e Manuel Nunes lutaram, mas devolveram o teatro à cidade, um novo ABC renascia das cinzas.
É com esta revista Lisboa Meu Amor que o teatro ABC voltava a nascer em 1993!
Encerrou as suas portas em 1997 após a revista Preço Único.
Em janeiro de 2015 a Câmara Municipal de Lisboa demoliu o espaço para dar lugar a mais um parque de estacionamento da EMEL no Parque Mayer.

## Peças
| Ano       | Peça                                | Encenação                               | Elenco | Ref.                |
| --------- | ----------------------------------- | --------------------------------------- | --- | ------------------- |
| 1956      | Haja saúde!                         | Curado Ribeiro                          | Curado Ribeiro, Maria Domingas, Emílio Correia, Gabriel Pais, Clarisse Belo, Cacilda de Albuquerque, Alda Pinto, Maria José da Guia, Branca Velez, Mariana Tavares, Natividade Maria | [ 1 ] [ 3 ]         |
| 1956      | Já Vais Aí?                         |                                         | António Silva, Hermínia Silva, Teresa Gomes, Spina, Emílio Correia, Aida Baptista, Deolinda Rodrigues, Carlos Coelho, Natividade Maria, Helena Vieira, Carmen Mendes, Helena Tavares, Rosinda Rosa, Maria da Luz, Gabriel Pais, Oscar Acúrcio                                                 | [ 1 ] [ 4 ]         |
| 1956      | Muitas... e Boas!                   | Carlos Coelho                           | Maria Domingas, Emilio Correia, Luís Horta, Clarisse Belo, Alda Pinto, Gabriel Pais, Carmen Mendes, Carlos Coelho, Helena Vieira, Natividade Maria, Rosinda Rosa, Mimi Lacerda, Maria Adelaide. Atrações musicais: Maria José da Guia, Manuel Fernandes, Helena Tavares.                      | [carece de fontes?] |
| 1956      | Daqui fala o Zé                     | Santos Carvalho                         | Hermínia Silva, António Silva, Santos Carvalho, Aida Baptista, Alda Pinto, Helena Vieira, Carmen Mendes, Oscar Acúrcio, Gabriel Pais, Camilo de Oliveira | [ 1 ] [ 5 ]         |
| 1956 1957 | A Torre Encantada                   |                                         | | [ 1 ] [ 6 ]         |
| 1957      | Casa da Sorte                       | Carlos Coelho                           | Hermínia Silva, Álvaro Pereira, Leónia Mendes, Carlos Coelho, Maria Adelina, José Viana, Daniel Garcia, Cidalisa do Carmo, Zeca Fonseca | [ 1 ] [ 7 ]         |
| 1957      | Já Cá Canta!                        | Carlos Coelho                           | Aida Baptista, Clarisse Belo, Nantília de Oliveira, Camilo de Oliveira, José Maria Viana Dionísio, Óscar Acúrsio, Helena Vieira, Guida de Carlo, Tristão da Silva | [ 1 ] [ 8 ]         |
| 1958      | Vinho Novo                          |                                         | Raúl Solnado, José Viana, Laris Velli, Carlos Coelho, Álvaro Pereira, Leónia Mendes, Aida Baptista | [ 1 ] [ 9 ]         |
| 1958      | Lisboa em Festa!                    |                                         | José Gamboa, Leónia Mendes, Antonita Montes, Deolinda Rodrigues, Helena Vieira, Maria Adelina, José Viana, Carlos Coelho, Óscar Acúrsio | [ 1 ] [ 10 ]        |
| 1958      | Vamos à Lua!                        |                                         | Leónia Mendes, Álvaro Pereira, Maria Adelina, José Gamboa, Carlos Coelho, Deolinda Rodrigues, Helena Vieira, José Viana, Zeca Fonseca, Manuela Maria, Óscar Acúrsio, Maria da Nazareth, Lúcia Maria, Athena Lin                                                                               | [ 1 ] [ 11 ]        |
| 1958      | Terra Firme                         | João Sarabando                          | Júlio Cleto, Josefina Curado Ribeiro, Maria O'Neill | [ 1 ] [ 12 ]        |
| 1958      | É Urgente o Amor                    | António Pedro                           | Dalila Rocha, Cândida Maria, Fernanda Gonçalves, Batista Fernandes, João Guedes, Vasco de Lima Couto, José Pina, Cândida Lacerda, Rui Furtado | [ 1 ] [ 13 ]        |
| 1959      | Mulheres à Vista                    |                                         | Raúl Solnado, Lina Belmont, Maria de Fátima Bravo, Aida Baptista, José Maria Viana Dionísio, Berta Loran, Max, Carlos Coelho, Leónia Mendes | [ 1 ] [ 14 ]        |
| 1959      | Delírio em Lisboa                   |                                         | Aida Baptista, Berta Loran, José Viana, Raúl Solnado, Carlos Coelho, Hortense Luz, Carmen de Lirio, Daniel Garcia, Manuela Maria, Conceição Gomes, Paulo Rodrigues, Max, Helena Tavares | [ 1 ] [ 15 ]        |
| 1960      | A Cantora Careca                    | Malaquias de Lemos                      | Vasconcelos Viana | [ 1 ] [ 16 ]        |
| 1960      | Quem Sabe, Sabe                     |                                         | Raúl Solnado, [carece de fontes?] | [ 1 ] [ 17 ]        |
| 1960      | Espero-te à Saída                   |                                         | Camilo de Oliveira, Maria Candal | [ 1 ]               |
| 1960      | Acerta o Passo                      |                                         | Raúl Solnado, Antónia Montes, Fernanda Maria, Maria Adelina, Camilo de Oliveira, Xiomara Alfaro, Max, Domingos Marques, Alda Pinto, Daniel Garcia | [ 1 ] [ 18 ]        |
| 1961      | Com a sua Licença                   |                                         | | [ 1 ]               |
| 1961      | De Pé Atrás                         |                                         | [carece de fontes?] | [ 1 ] [ 19 ]        |
| 1961      | Não Brinques Comigo                 |                                         | José Viana, Saluquia Rentini, Fernanda Baptista, Helena Vieira, António Montês, Vicky Lagos, Camilo de Oliveira | [ 1 ] [ 20 ]        |
| 1961      | O Trunfo É Espadas!                 | Henrique de Campos                      | José Viana, Magali Vicent, Camilo de Oliveira, Fernanda Baptista, Barroso Lopes, Yola Anita Guerreiro, Victor Lima, Maria Nazaré, Pina Brunete, Luís de Carvalho, Toni de Sousa, Mariano Franco                                                                                               | [ 1 ] [ 21 ]        |
| 1962      | O Gesto É Tudo                      |                                         | Camilo de Oliveira, Ivone Silva | [carece de fontes?] |
| 1962      | Com Sal e Pimenta                   |                                         | José Viana, Berta Loran, Badú, Helena Tavares, Anita Guerreiro, Carlos Coelho, [carece de fontes?] | [ 1 ] [ 22 ]        |
| 1962      | Saúde e Totobola                    |                                         | | [ 1 ]               |
| 1963      | Vamos à Festa!                      | Eugénio Salvador                        | Ivone Silva,[carece de fontes?] | [ 1 ] [ 24 ]        |
| 1963      | Gente Nova em Bikini                |                                         | Ivone Silva, Henriqueta Maia, [carece de fontes?] | [ 1 ] [ 26 ]        |
| 1963      | Chapéu Alto                         |                                         | [carece de fontes?] António Calvário | [ 1 ] [ 27 ] [ 28 ] |
| 1964      | Ai Venham Vê-las                    |                                         | Hermínia Silva, Ivone Silva, [carece de fontes?] | [ 1 ] [ 29 ]        |
| 1964      | As Garotas São o Diabo              |                                         | | [ 1 ]               |
| 1964      | É Regar e Pôr ao Luar               |                                         | | [ 1 ]               |
| 1964      | Lábios Pintados                     |                                         | Ivone Silva, Francisco Nicholson, [Manuela Maria, António Anjos, Maria Alice Ferreira Atrações musicais: António Calvário, Fernanda Baptista | [carece de fontes?] |
| 1965      | Dá-lhe Agora                        |                                         | | [ 1 ]               |
| 1965      | Zona Azul                           |                                         | Hermínia Silva, António Silva, Ivone Silva, Badaró, Spina, Maria Adelina, Maria Valejo, Maria da Nazaré, Octávio Matos, Linda Silva, Braga Santos | [ 1 ] [ 30 ]        |
| 1966      | Adão e Elas                         |                                         | | [ 1 ]               |
| 1966      | Mini saias                          | César de Oliveira                       | Ivone Silva, Artur Semedo, Leónia Mendes, António Anjos, Hermanas Benavente, Beatriz da Conceição, Dina Maria, Maria da Nazaré, Orlando Fernandes, Alba Clington, Fernanda Rodrigues, Tânia Mota, Nina Flores, Mitó Ramos, Carlos Miguel                                                      | [ 1 ] [ 31 ]        |
| 1967      | Mulheres à Vela                     |                                         | Humberto Madeira, Ivone Silva,[carece de fontes?]Actriz Convidada: Aida Baptista Atracção Musical: Beatriz da Conceição | [ 1 ] [ 32 ]        |
| 1967      | Sete Colinas                        |                                         | Ivone Silva, Artur Semedo, Leónia Mendes, Óscar Acúrcio, Henrique Viana, Lourdes Lima, Carlos Gonçalves, Guida de Carlo, Tânia Mota, Fernanda Rodrigues Atrações musicais: Artur Garcia, Helena Tavares                                                                                       | [carece de fontes?] |
| 1968      | Arroz de Miúdas                     |                                         | | [ 1 ]               |
| 1969      | Elas É que Sabem                    |                                         | Ivone Silva, Nicolau Breyner, Henriqueta Maya, Natalina José, Tony de Matos, José de Castro, Carlos Gonçalves, [carece de fontes?] | [ 1 ] [ 33 ]        |
| 1969      | Ena Já Fala!                        |                                         | Ivone Silva, Ribeirinho, Nicolau Breyner, Óscar Acúrcio, Maria Eva, Fernanda Baptista | [ 1 ] [ 34 ]        |
| 1970      | Pega de Caras                       |                                         | Ivone Silva, Ribeirinho, Nicolau Breyner, Fernanda Baptista, Óscar Acúrcio, Linda Silva, Maria Eva, Clarisse Belo, Carlos Queiroz, Carlos Gonçalves, Maria Tavares, [carece de fontes?] Delfina Cruz                                                                                          | [ 1 ] [ 35 ]        |
| 1970 1971 | Alto Lá Com Elas                    |                                         | | [ 1 ]               |
| 1970      | A Gata Borralheira                  |                                         | | [ 1 ]               |
| 1971      | O Santo e a Porca                   |                                         | | [ 1 ]               |
| 1971      | Era uma Vez uma Carochinha          |                                         | | [ 1 ]               |
| 1971      | Frangas na Grelha                   |                                         | Camilo de Oliveira, Ivone Silva, Nicolau Breyner, Anita Guerreiro, Anabela, Orlando Fernandes, Luís Horta, Nina Flores, Maria Tavares, Lina Morgado, Eduardo Vilaverde, Fernanda Pinto, Leonor Cafum, Tony de Matos, [carece de fontes?]                                                      | [ 1 ] [ 36 ]        |
| 1971      | A Senhora Minha Tia                 |                                         | Ivone Silva, Nicolau Breyner, Anabela, Luís Horta, Vítor Mendes, Maria Tavares, Vítor Espadinha, Nina Flores, Lina Morgado, Fernanda Pinto, António Ribas, Carlos Faria | [ 1 ] [ 37 ]        |
| 1971      | Saídas da Casca                     | César de Oliveira                       | Maria do Céu Guerra, Octávio Matos, Aida Baptista, Rui Mendes, Anita Guerreiro, Anabela, Maria Tavares, Cunha Marques, Nina Flores, Lina Morgado, Mira Costa, Maria Sílvia, Vítor Rosado, Mina de Almeida Atraçções musicais: Anita Guerreiro, Paulo de Carvalho                              | [ 1 ] [ 38 ]        |
| 1972      | Viva a Pandilha                     |                                         | | [ 1 ]               |
| 1972      | Dura Lex Sed Lex                    |                                         | | [ 1 ]               |
| 1972      | É o Fim da Macacada                 |                                         | | [ 1 ]               |
| 1972      | O Cavaleiro Sem Medo                |                                         | | [ 1 ]               |
| 1973      | As Aventuras de Batatinha e Casacão |                                         | | [ 1 ]               |
| 1973      | P'rò Menino e p'rà Menina           |                                         | | [ 1 ]               |
| 1973      | Tudo a Nu Tudo a Nu com Nova Parra  |                                         | Aida Baptista, Francisco Nicholson, Anabela, Rui Mendes, Maria Tavares, Henrique Viana, Carlos Gonçalves, Luís Mascarenhas, Atracções Musicais: Vitória Maria - José Bravo Atracção Japonesa: Ruy & Sunny                                                                                     | [ 1 ]               |
| 1974      | Vítimas do Dever                    |                                         | | [ 1 ]               |
| 1974      | Uma no Cravo, Outra na Ditadura     | José de Castro                          | Anabela, Aida Baptista, Ivone Silva, José de Castro, Tonicha, Fernando Tordo, José Carlos Ary dos Santos, Lurdes Pinto, João Lagarto, Paula Delgado, Efigénio Pinheiro, Ana Maria, José Damas, José Carlos, Isa Mendes, Paulo Renato, Beatriz da Conceição, Luís Mascarenhas, Fernanda Franco | [ 1 ] [ 39 ]        |
| 1975      | P'ra Trás Mija a Burra              | Rogério Paulo                           | Ivone Silva, Ribeirinho, Anabela, Paulo Renato, Vera Mónica, Luís Mascarenhas, Joel Branco, Simone de Oliveira, Lourdes Lima, Carlos Cunha, Nuno Emanuel | [ 1 ] [ 40 ]        |
| 1975      | Afinal como É?                      | Paulo Renato                            | Herminia Silva, Nicolau Breyner, Anabela, Luís Mascarenhas, Herman José, Nina Flores, Lina Morgado, Albino Santos, José Tavares, Janine Osório, Ana Maria, Ricardo Morais Participação Especial: Paulo Renato Atracção Nacional: Mariema                                                      | [ 1 ]               |
| 1976      | A Vida É Boa                        |                                         | | [ 1 ]               |
| 1976      | Cada Cor seu Paladar                |                                         | Hermínia Silva, Ribeirinho, Vera Mónica, Victor Mendes, Nicolau Breyner, Lourdes Lima, Nuno Emanuel, Isabel Amaro, Nina Flores, Abílio Santos | [ 1 ] [ 41 ]        |
| 1976      | Manecas na Idade da Pedra           |                                         | | [ 1 ]               |
| 1977      | Em Águas de Bacalhau                | César de Oliveira                       | Florbela Queirós, Vera Mónica, Simone de Oliveira, Nina Flores, Lia Sara, Nicolau Breyner, Octávio de Matos, Nuno Emanuel, Vítor Mendes | [ 1 ] [ 42 ]        |
| 1977      | Ó da Guarda!                        |                                         | Octávio de Matos, Anabela, Herman José, Natália de Sousa, Fernanda Borsatti, Júlio César, Nina Flores, Lia Sara, João Luís, Vítor Norte, Isabel Mota, Hisa Amarante, E. Villaverde, Ana Paula Atração musical: Vasco Rafael                                                                   | [ 1 ] [ 43 ]        |
| 1978      | Põe-te na Bicha                     |                                         | | [ 1 ]               |
| 1978 1979 | O Risolucionário                    |                                         | | [ 1 ]               |
| 1978      | Direita, Volver!                    |                                         | | [ 1 ]               |
| 1980      | Reviravolta                         |                                         | | [ 1 ]               |
| 1981      | Chega p'ra Todas                    |                                         | | [ 1 ]               |
| 1981      | Escabeche                           |                                         | Eugénio Salvador, Florbela Queiróz, Octávio de Matos, Manuela Maria, Spina, Odete Antunes, Norberto de Sousa, Maria Alexandra,Nuno Emanuel Atracção Musical: Charito Romero | [ 1 ]               |
| 1982      | Chá e Porradas                      | Eugénio Salvador                        | Eugénio Salvador, Rita Ribeiro, Octávio de Matos, Manuela Maria, Óscar Acúrsio, Odete Antunes, Spina, Fernando Mendes, Carlos Areia, Rosa Areia, Vânia, Ana Miguel, Teresa, Eva, Ana Atracção Musical: Marina Mota                                                                            | [ 1 ] [ 44 ]        |
| 1982      | É Sempre a Aviar                    |                                         | | [ 1 ]               |
| 1983      | Lisboa Meu Amor                     |                                         | | [ 1 ]               |
| 1983      | Todos Tesos                         |                                         | Eugénio Salvador, Simone de Oliveira, Carlos Coelho, Maria Tavares, Spina, Carlos Areia, Rosa do Canto, Rosa Areia, Cristina Oliveira, Gina Espadinha, Hélder Carlos Atração musical: Paula Monteiro                                                                                          | [carece de fontes?] |
| 1984      | E a Lata Continua                   | Nicolau Breyner                         | Nicolau Breyner, Carlos Areia, Fernando Gomes, Maria Tavares, Cucha Cavalheiro, Rita Salema, Cristina Oliveira, Gina Espadinha, Cristina Areia, Laura Valadas | [ 1 ]               |
| 1984      | É Tudo a Roubar                     |                                         | Carlos Coelho, Simone de Oliveira, Tony de Matos, Maria Tavares, Spina, Cristina Oliveira, Gina Espadinha | [ 1 ]               |
| 1986      | Lisboa, Tejo e Tudo                 | César de Oliveira Paulo César (Assist.) | Carlos Miguel, Natalina José, Camacho Costa, Alexandra Solnado, Paulo César, Herlinda de Almeida, Gina Espadinha, Atracção Nacional: José da Câmara | [ 1 ]               |
| 1986      | Arsénico e Rendas Velhas            |                                         | Maria Helena Matos, Carlos César, Luísa Barbosa, Carlos Quintas | [ 1 ]               |
| 1986      | Fininho mas Jeitosinho              | Carlos César Paulo César (assist.)      | Carlos Miguel, Simone de Oliveira, Carlos César, Filipe Ferrer, David Silva, Paulo César, Lia Senna, Cristina Oliveira, António Cordeiro | [carece de fontes?] |
| 1987      | Dr. Sovina                          |                                         | | [ 1 ]               |
| 1988      | Cheira a Lisboa                     |                                         | | [ 1 ]               |
| 1988      | Pijama para 6                       | Carlos César                            | Octávio Matos, Maria Tavares, Luís Matta, Isabel Damatta, António Semedo (ator), Helena Alvarez | [carece de fontes?] |
| 1989      | Ai Cavaquinho                       | Camilo de Oliveira                      | Camilo de Oliveira, Vera Mónica, Camacho Costa, Dulce Guimarães,Paulo César, Paula Marcelo, | [ 1 ] [ 45 ]        |
| 1990      | What Happened to Madalena Iglésias? | Filipe La Féria                         | Paula Valério, Helena Vallis, Eunice Menor, Afonso Guerreiro, Miguel Tavares, Miguel Melo, António Cruz, Rita Ribeiro, Mariema, Maria Vieira, Herman José, Lídia Franco, Ana Bola | [ 1 ] [ 46 ]        |
| 1994      | Lisboa Meu Amor                     | Francisco Nicholson                     | Maria Vieira, Carlos Paulo, Camacho Costa, Célia André, Rosa Villa, Fernando Ferrão, Cucha Carvalheiro, Rita Salema, Laura Valladas, Elizabete Sereno | [ 1 ] [ 47 ]        |
| 1995      | Às Nove em Ponto                    |                                         | | [ 1 ]               |
| 1996 1997 | Mama Eu Quero                       |                                         | Maria João Abreu, Paulo Vasco, Herlinda Almeida, Noémia Costa, Joaquim Monchique, Alice Pires, Artur Garcia, Maria da Fé, José Raposo, Paulo César, Luísa Rafael, Alexandra, Elisabete Lobo, Olímpia Portela, Elisabete Cravinho, Luís Alexandre                                              | [carece de fontes?] |
| 1997      | Preço Único                         | Paulo César Tiago Torres da Silva       | Camacho Costa, Mariema, Noémia Costa, Paulo César, Cristina Oliveira, Nuno Guerreiro, Carla Maciel, Filipa Gordo Atração de Fado: Teresa Tarouca | [ 1 ] [ 48 ]        |
| 1998      | Ai! Quem me Acode?                  |                                         | | [ 1 ] [ 49 ]        |